# ツール・ド・ラン
ツール・ド・ランまたはツール・ド・レン（Tour de l'Ain）は、フランス、アン県を舞台に行われる、自転車競技・ロードレースのステージレース。UCIヨーロッパツアー2.1にランクされている。アマチュア参加限定時代の1984年から1988年までは、プリ・ド・ラミティエ（ラミティエ賞・Prix de l'Amitié、英訳:Friendship Award）という名称だった。
1989年に現在の名称に変更。1992年の開催よりプロの参加も認められるようになった。ステージレースとしてのステータスを高めるべく、1999年、標高1501mのグラン・コロンビエ峠の区間が設けられた。例年8月中旬に開催されている。

## 歴代優勝者
| 年   | 優勝者                         |
| ---- | ------------------------------ |
| 1984 | ドニ・スル                     |
| 1985 | シルヴァン・オスクヴァレク     |
| 1986 | パトリス・エスノー             |
| 1987 | ローラン・ビオンディ           |
| 1988 | パトリス・エスノー             |
| 1989 | セルジュ・ピル＝レアル         |
| 1990 | ドニ・モレッティ               |
| 1991 | エリック・ドリュベイ           |
| 1992 | ドニ・ルプルー                 |
| 1993 | エマニュエル・マニアン         |
| 1994 | リリアン・ルブルトン           |
| 1995 | エマニュエル・ユベール         |
| 1996 | ダヴィ・ドルリュー             |
| 1997 | ボビー・ジュリック             |
| 1998 | クリスティアン・ガスペローニ   |
| 1999 | グルゼゴズ・グヴィアズドヴスキ |
| 2000 | セルゲイ・ヤコヴレフ           |
| 2001 | イヴァイロ・ガブロヴスキ       |
| 2002 | クリストフ・オリオル           |
| 2003 | アクセル・メルクス             |
| 2004 | ジェローム・ピノー             |
| 2005 | カルル・ネボ                   |
| 2006 | シリル・デセル                 |
| 2007 | ジョン・ガドレ                 |
| 2008 | リーヌス・ゲルデマン           |
| 2009 | レイン・ターラミャエ           |

| 年   | 優勝者                     |
| ---- | -------------------------- |
| 2010 | アイマル・スベルディア     |
| 2011 | ダヴィ・モンクティエ       |
| 2012 | アンドリュー・タランスキー |
| 2013 | ロマン・バルデ             |
| 2014 | ベルト＝ヤン・リンデマン   |
| 2015 | アレクサンドル・ジュニエ   |
| 2016 | サム・オーメン             |
| 2017 | ティボー・ピノ             |
| 2018 | アルテュル・ヴィショ       |
| 2019 | ティボー・ピノ             |
| 2020 | プリモシュ・ログリッチ     |
| 2021 | マイケル・ストーラー       |
| 2022 | ギヨーム・マルタン         |
| 2023 | マイケル・ストーラー       |
| 2024 | ジェフェルソン・セペダ     |
| 2025 | キアン・アイデブルックス   |